# Desmolycaena
Desmolycaena là một chi bướm ngày thuộc họ Lycaenidae.